# Pseudaptinus pygmaeus
Pseudaptinus pygmaeus är en skalbaggsart som beskrevs av Pierre François Marie Auguste Dejean. Pseudaptinus pygmaeus ingår i släktet Pseudaptinus och familjen jordlöpare. Inga underarter finns listade i Catalogue of Life.